# Vivica A. Fox
Vivica Anjanetta Fox (South Bend, Indiana; 30 de julio de 1964) es una actriz de cine y televisión estadounidense. Se graduó en la Universidad de Golden West en Ciencias Sociales.

## Biografía

### Principios de su vida
Vivica nació en South Bend, Indiana, hija de Everlyena, una técnica farmacéutica, y de William Fox, administrador de un colegio privado. Tiene ascendencia afroestadounidense y amerindia. Está graduada por el Instituto Arlington en Indianápolis, Indiana, y por la Universidad de Golden West con un título en Ciencias Sociales.

### Carrera de actriz
Fox se desplazó a California para ir a la Universidad Golden West. Mientras, en California, comenzó a actuar de forma profesional, primero en telenovelas como Generations, Days of Our Lives y The Young and the Restless. Representó el papel de Emily Franklin en el episodio piloto de la serie de la ABC Living Dolls, una sitcom de Who's the Boss?, pero fue sustituida por Halle Berry para los siguientes episodios. También apareció como la hija del diseñador Patti LaBelle, Charisse Chamberlain, en la serie de televisión de la NBC, Out All Night. Además apareció como la hermana de Jazz en la exitosa serie de televisión The Fresh Prince of Bel-Air. Tuvo sus primeros papeles importantes en las películas de 1996, Independence Day y Set It Off. A partir de ahí fue aceptada en otras películas y recibida con una buena crítica por su papel de Maxine en la película de 1997 Soul Food, que consiguió el MTV Movie Awards y fue nominada al premio NAACP a la mejor imagen, en este mismo año protagonizó junto a Ben Cross interpretando a la Reina de Saba en la película Solomon de The Bible Series con lo que contribuyó con la difusión cultural de los relatos de la vida del Rey Salomón. En 2000 interpretó a la doctora Lillian Price durante la primera temporada del drama médico de la CBS City of Angels.
Además actuó en Idle Hands, Why Do Fools Fall In Love, Teaching Mrs. Tingle, Two Can Play That Game y Juwanna Mann antes de lograr el papel de la asesina Vernita Green en la película de Quentin Tarantino, Kill Bill (2003). También prestó su voz a dibujos animados como Ozzy & Drix y Kim Possible. En 2004, Fox estuvo en un episodio de Punk'd.
Desde 2004 hasta 2006 protagonizó la serie dramática Missing, con Caterina Scorsone y Mark Consuelos, actuando también como coproductora. Participó en la tercera temporada de la exitosa serie de la ABC Dancing with the Stars, siendo eliminada después de la cuarta semana. En septiembre de 2007, apareció en la sexta temporada de Curb Your Enthusiasm de la HBO, como la madre de una familia desplazada por un huracán que es acogida por Larry y Cheryl.

### Vida personal
En diciembre de 1998, Fox se casó con el cantante Christopher Harvest (más conocido como Sixx-Nine) de quien se divorciaría en junio de 2002. 
La relación de Fox con el rapero 50 Cent hizo que ella fuese su inspiración en canciones como "I'm Really Hot", The Game en "Dreams" y "Get In My Car". 
El 20 de marzo de 2007, Fox fue arrestada por conducir bajo los efectos del alcohol. A las 10:57 p. m. en la U.S. Route 101 en el Valle de San Fernando, California, un radar alertó a la policía de un coche que circulaba a 80 mph. Fox fue llevada a la comisaría donde la prueba de alcoholemia reveló que estaba bajo los efectos del alcohol, superando el límite de 0.08 establecido por las leyes de California.

## Filmografía
- Nacido el 4 de julio (1989)
- Don't Be a Menace to South Central While Drinking Your Juice in the Hood (1996)
- Independence Day (1996)
- Set It Off (1996)
- Booty Call (1997)
- Batman y Robin (1997)
- Soul Food (1997)
- Why Do Fools Fall in Love (1998)
- A Saintly Switch (1999)
- Idle Hands (1999)
- Teaching Mrs. Tingle (1999)
- Double Take (2001)
- Kingdom Come (2001)
- Two Can Play That Game (2001)
- Little Secrets (2001)
- Juwanna Mann (2002)
- Boat Trip (2003)
- Kill Bill: Vol. 1 (2003)
- Ride or Die (2003)
- Motives (2004)
- Ella Enchanted (2004)
- Blast! (2004)
- Hair Show (2004)
- The Salon (2005)
- My Nappy Roots: A Journey Through Black Hair-itage (2005) (documentary)
- Getting Played (2005)
- The Hard Corps (2006)
- Natural Born Komics (2006)
- Citizen Duane (2006)
- Kicking It Old Skool (2007)
- Motives 2: Retribution (2007)
- Three Can Play That Game (2008)
- Cover (2008)
- Sharknado 2: The Second One (2014) - Skye
- Cool Cat Saves the Kids (2015)
- Independence Day: Resurgence (2016)
- Cool Cat Kids Superhero (2018)
- Arkansas (2020)
- The Masked Singer (2021)
- Not Another Church Movie (2024)[4]